# Protolafystius madillae
Protolafystius madillae är en kräftdjursart som beskrevs av Edward Lloyd Bousfield 1987. Protolafystius madillae ingår i släktet Protolafystius och familjen Lafystiidae. Inga underarter finns listade i Catalogue of Life.